# Elihu Root
Elihu Root, född 15 februari 1845 i Clinton i Oneida County i delstaten New York, död 7 februari 1937 i Clinton, var en amerikansk advokat och statsman. 1912 tilldelades han Nobels fredspris för sitt arbete som medlare i internationella konflikter, bland annat i en gränskonflikt mellan USA och Kanada.
Elihu Root var USA:s krigsminister 1899–1904, dvs först under William McKinley och sedan Theodore Roosevelt. 1905 utnämnde Roosevelt honom till utrikesminister.